# Primer Gobierno de Malenkov
El Primer Gobierno de Malenkov fue el gabinete de la Unión Soviética establecido en 1953 con Gueorgui Malenkov como jefe de Gobierno, desempeñándose como presidente del Consejo de Ministros. Se estableció el 15 de marzo de 1953, tras la muerte de Stalin, cuando lo sucedió Malenkov como presidente del Consejo de Ministros. Malenkov cambió toda la estructura del organismo, y tras la caída de Beria, expulsó a todos sus asociados. Terminó el 24 de abril de 1954, cuando el Sóviet Supremo aprobó una nueva composición del Consejo de Ministros.

## Establecimiento
Tras la muerte de Stalin en 1953, Gueorgui Malenkov recibió el apoyo del Politburó para desempeñarse como presidente del Consejo de Ministros, por lo que es considerado el sucesor de Stalin.
Sin embargo, tan solo una semana después, para evitar un poder total como el de Stalin, Malenkov se vio obligado el 14 de marzo de 1953 a renunciar a la Secretaría del Partido, y en cambio, fue reemplazado por Nikita Jrushchov. El 15 de marzo, Malenkov presentó la lista de ministros de su gabinete al Sóviet Supremo de la Unión Soviética, quien lo aprobó de inmediato. 

## Actividad
Después de que Malenkov asumió el poder, introdujo una nueva serie de políticas destinadas a cambiar a la sociedad soviética. Se centró en el mayor desarrollo de bienes de consumo.
Durante este periodo, el Quinto Plan Quinquenal, el ingreso nacional aumentó en un 71%, la producción industrial un 85%, la producción agrícola un 21%, y el volumen de la inversión capital aumentó casi el doble.
A diferencia de Stalin, Malenkov expresó su oposición a la investigación y desarrollo de armas nucleares, y afirmó que «Una guerra nuclear podría llevar a la destrucción mundial» .

## Composición
| Ministro                                | Titular                       | Partido |
| --------------------------------------- | ----------------------------- | ------- |
| Presidente                              | Gueorgui Malenkov             | PCUS    |
| Primer Vicepresidente                   | Viacheslav Mólotov            | PCUS    |
| Primer Vicepresidente                   | Nikolái Bulganin              | PCUS    |
| Primer Vicepresidente                   | Lázar Kaganóvich              | PCUS    |
| Primer Vicepresidente                   | Lavrenti Beria                | PCUS    |
| Vicepresidentes                         | Lázar Kaganóvich              | PCUS    |
| Vicepresidentes                         | Alekséi Kosyguin              | PCUS    |
| Vicepresidentes                         | Viacheslav Malyshev           | PCUS    |
| Vicepresidentes                         | Anastás Mikoyán               | PCUS    |
| Vicepresidentes                         | Máksim Saburov                | PCUS    |
| Vicepresidentes                         | Iván Tevosián                 | PCUS    |
| Vicepresidentes                         | Mijaíl Pervujin               | PCUS    |
| Vicepresidentes                         | Panteleimón Ponomarenko       | PCUS    |
| Administrador de Asuntos                | Mijaíl Pomaznev (1953)        | PCUS    |
| Administrador de Asuntos                | Anatoli Korobov (1953-1954)   | PCUS    |
| Asuntos Exteriores                      | Viacheslav Mólotov            | PCUS    |
| Defensa                                 | Nikolái Bulganin              | PCUS    |
| Comercio Interior y Exterior (1953)     | Iván Kabanov                  | PCUS    |
| Comercio Exterior (1953-1954)           | Iván Kabanov                  | PCUS    |
| Comercio (1953-1954)                    | Anastás Mikoyán               | PCUS    |
| Ferrocarriles                           | Boris Beshchev                | PCUS    |
| Información                             | Nikolái Psurtsev              | PCUS    |
| Industria Forestal y de Papel           | Gueorgui Orlov                | PCUS    |
| Producción de Bienes de Consumo Amplio  | Alekséi Kosyguin (1953-1954)  | PCUS    |
| Producción de Bienes de Consumo Amplio  | Nikita Semiónovich (1954)     | PCUS    |
| Industria Aeronáutica                   | Piótr Dementev                | PCUS    |
| Maquinaria Pesada de Construcción       | Viacheslav Malyshev (1953)    | PCUS    |
| Maquinaria Pesada de Construcción       | Iván Nosenko (1953-1954)      | PCUS    |
| Industria de Defensa                    | Dmitri Ustínov                | PCUS    |
| Mecánica                                | Máksim Saburov (1953)         | PCUS    |
| Mecánica                                | Stepan Akopov (1953-1954)     | PCUS    |
| Mecánica Mediana                        | Viacheslav Malyshev           | PCUS    |
| Industria Metalúrgica                   | Iván Tevosián                 | PCUS    |
| Metalurgia Ferrosa                      | Anatoli Kuzmin                | PCUS    |
| Metalurgia No Ferrosa                   | Piótr Lomako                  | PCUS    |
| Industria de Petróleo                   | Nikolái Baibakov              | PCUS    |
| Industria de Carbón                     | Aleksándr Zasyadko            | PCUS    |
| Energía e Industria Eléctrica           | Mijaíl Pervujin               | PCUS    |
| Industria Química                       | Serguéi Tijomírov             | PCUS    |
| Industria de Materiales de Construcción | Pável Yudin                   | PCUS    |
| Finanzas                                | Arseni Zvérev                 | PCUS    |
| Granjas Estatales                       | Alekséi Kozlov                | PCUS    |
| Agricultura y Alimentos (1953)          | Alekséi Kozlov                | PCUS    |
| Agricultura y Alimentos (1953)          | Iván Beneditkov               | PCUS    |
| Agricultura                             | Iván Beneditkov               | PCUS    |
| Transporte Marítimo y Fluvial           | Zosima Shashkoff              | PCUS    |
| Asuntos Internos                        | Lavrenti Beria (1953)         | PCUS    |
| Asuntos Internos                        | Serguéi Kruglov (1953-1954)   | PCUS    |
| Salud                                   | Andréi Treitakov              | PCUS    |
| Justicia                                | Konstantín Gorshenin          | PCUS    |
| Construcción                            | Nikolái Dygái                 | PCUS    |
| Control del Estado                      | Aleksándr Pável (1953)        | PCUS    |
| Control del Estado                      | Basil Zhavoronkov (1953-1954) | PCUS    |
| Cultura                                 | Panteleimón Ponomarenko       | PCUS    |
| Ferrocarriles                           | Boris Beshchev                | PCUS    |
| Transporte por Carretera                | Iván Lijachev                 | PCUS    |
| Geología y Protección Subterránea       | Piótr Antrópov                | PCUS    |
| Desarrollo Urbano                       | Gueorgui Popov                | PCUS    |
| Presidente del Gosbank                  | Vasili Popov                  | PCUS    |
| Comité Estatal de Planificación         | Grigori Kosyachenko (1953)    | PCUS    |
| Comité Estatal de Planificación         | Máksim Saburov (1953-1954)    | PCUS    |